# Aulifeltet
Aulifeltet là một làng nằm ở Na Uy.